# Charles V. Truax

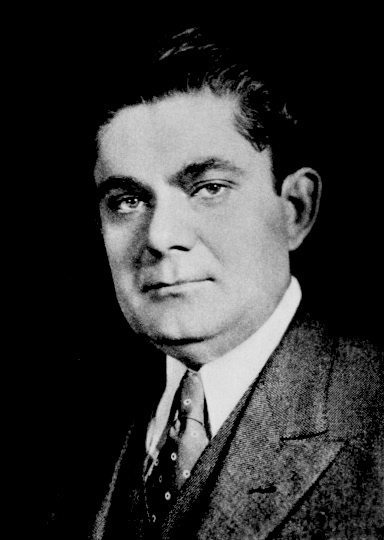
Charles V. Truax

Charles Vilas Truax (* 1. Februar 1887 in Sycamore, Wyandot County, Ohio; † 9. August 1935 in Washington, D.C.) war ein US-amerikanischer Politiker der Demokratischen Partei. Von 1933 bis 1935 war er Mitglied des Repräsentantenhauses der Vereinigten Staaten für den 23. Kongressdistrikt des Bundesstaates Ohio.

## Leben
Charles Vilas Truax wurde in Sycamore geboren. Dort besuchte er auch die allgemeinbildenden Schulen. Seine High School-Zeit verbrachte er an der Sycamore High School. 1913 wurde er von Gouverneur A. Victor Donahey zum Landwirtschaftlichen Direktor von Ohio ernannt. Er diente bis 1929. Während seiner Zeit als Landwirtschaftlicher Direktor war er von 1916 bis 1921 Redakteur beim Swine world magazine. 1928 kandidierte er für die Demokratische Partei um Senator für Ohio im US-Senat zu werden. Er verlor jedoch gegen Roscoe C. McCulloch. In der Hauptstadt von Ohio, Columbus war er im Versicherungsgeschäft tätig.
Als Demokratischer Kandidat wurde er bei den Kongresswahlen 1932 als Vertreter des 23. Distrikts von Ohio ins Repräsentantenhaus gewählt. Dort nahm er sein Mandat bis zu seinem Tod 1935 wahr. Er starb in der US-amerikanischen Hauptstadt und wurde auf dem Pleasant View Cemetery in seiner Geburtsstadt beigesetzt.